# Яблоновская поселковая община
Яблоновская поселковая общи́на (укр. Яблунівська селищна громада) — территориальная община в Косовском районе Ивано-Франковской области Украины.
Административный центр — посёлок Яблонов.
Население составляет 15 933 человека. Площадь — 204,8 км².

## Населённые пункты
В состав общины входит 1 посёлок (Яблонов) и 10 сёл:
- Акрешоры
- Баня-Березов
- Выжний Березов
- Люча
- Лючки
- Нижний Березов
- Средний Березов
- Стопчатов
- Текуча
- Уторопы